# ブラザーズ : 2人の息子の物語
『ブラザーズ : 2人の息子の物語』(Brothers: a Tale of Two Sons)は、Starbreeze Studiosが開発し、505 Gamesより発売されたアドベンチャーゲーム。
日本では、Xbox 360（Xbox Live Arcade）・PlayStation 3・Nintendo Switch版が発売され、PlayStation 3版はスパイク・チュンソフトが発売元となっている。

## 詳細
プレイヤーが第三者の視点で2人の兄弟 : 弟のNaieeと兄のNaiaを左右のスティックで操作する。兄弟がゲームの世界のキャラクターと会話する事で物語が進行する。兄は力が強く、レバーを引っ張ったり、弟を高所に押し上げたりする事ができ、弟は狭い道を通ることができる。この様に互いが協力し合って進めていく。
プレイヤーは2人の兄弟を同時に操作してさまざまな仕掛けを完成させることで道を進む事が出来る。両方の兄弟を操作するようにヒントを与えられる場合もある。兄弟が倒れたり、負傷したりすると、最近のチェックポイントからゲームを再開する事が出来る。
ゲーム内のすべての対話は、アラビア語に基づいた架空の言葉で話されているため、ストーリーは行動、身振り、表現を通じてプレイヤーに伝える。

## ストーリー
Naieeが母とボートに乗っていた。すると嵐が突然2人を襲い母は海に落ちてしまう。泳げないNaieeは必死に手を伸ばして母を掴むが母は溺れ、亡くしてしまう。母親の墓石の前にNaieeがいると母の霊がNaieeの前に薄っすらと現れる。彼の兄、NaiaがNaieeを呼んだ。Naieeがやって来るとそこには病に冒される父がいた。村の医者に見てもらうよう電話する。村の医者は、父を救うための唯一の方法は木から命の水を集めることだと言う。
兄弟は地元の厄介者、農家の犬、オオカミの挑戦などに直面しながら、村、丘、山々を旅する。
彼らはまた、物語の途中に登場する他の人物を助けていく。
巨人の戦場を抜けると、民族が儀式を行っていた。
中央の祭壇には生贄として女性が捕らえられていた。2人は女性を救助することにした。女性を解放すると民族が2人と女性を追いかけ、必死に逃げ、逃げ切ることに成功した。救助された女性は命の水がある場所を知っていると言い、2人と行動を共にする。Naiaは次第に女性に惹かれていくのだった。女性は2人を洞窟の中に誘導しようとすると弟のNaieeはNaiaを止め口論になる。結局Naiaは女性に誘惑され、洞窟に入っていく。中に入ると、彼女は巨大な蜘蛛になり正体を明らかにし、蜘蛛の巣で2人は捕らえられてしまう。 Naiaは自力で脱出に成功する。Naiaが誘き寄せる間にNaieeが蜘蛛の巣を転がし女性に体当たりし女性がひっくり返るとNaiaが女性の足を引き抜いて倒そうとする。
しかし、死に至る前に、女性は足を引き抜こうとするNaiaを刺した。旅の終わりに近づくにつれて、兄弟たちは最後に生命の樹木に到達する。 Naieeが木の頂部に行き、命の水を集めるも、彼が戻った時には、Naiaがすでに亡くなっていた。命の水を使用してNaiaを復活させようと試みるもNaiaは息を吹き返すことは無かった。そして泣きながらNaiaを土の中に埋めるのだった。
悲しんでいたNaieeの元にグリフィンがやってきた。Naieeを乗せていき、海岸線まで送っていった。海岸線に着くと、彼は病で苦しむ父親に水を渡すために海を泳がなければならないがNaieeは泳げないのだった。Naieeの母の霊は彼を慰め、動機づけているのだった。するとNaiaの霊（声が聞こえる）が現れる。
Naieeは自ら村まで泳いだ。彼はついに医者に生命の水を渡すことができ、父親は病から回復することが出来たと同時に意識を失うのだった。後にすぐ、母親とNaiaの墓石に悲鳴を上げ、グリフィンが山に飛んでいったのだった。父親がお墓を前に泣き崩れる。弟は悲しそうな顔でその様子を見届けるのだった。

## 登場人物
Naiee
母を目の前で失い悲しんでいた。病に侵される父親を助けるために旅に出る。泳ぐことが出来ないため、兄 (Naia)にしがみつくことが多い。
Naia
父親を病から助けるため 弟のNaieeと命の水を探しに行く。途中、出会う女性に惹かれていく。
母親
Naieeとボートに乗っていると嵐に襲われ海に落ち、溺れて亡くなってしまう。 途中、霊になってNaieeの前に現れる。
父親
病に侵されている。命の水がないと病は治らないと医師に宣告される。
グリフィン
Naia、Naieeを途中でサポートしたりする。
女
儀式の生贄にされる所をNaiaとNaieeに救われる。命の水の場所を知っていると言う。